# Women Hellas Verona
Women Hellas Verona (wł. Women Hellas Verona Società Sportiva Dilettantistica) – włoski klub piłki nożnej kobiet, mający siedzibę w mieście Werona, na północy kraju, grający od sezonu 2018/19 w rozgrywkach Serie A. Jest sekcją piłki nożnej kobiet w klubie Hellas Werona.

## Historia
Chronologia nazw:
- 2018: Women Hellas Verona S.S.D. – po przekazaniu licencji od ASD Verona Women

Sekcja piłki nożnej kobiet Women Hellas Verona S.S.D. została założona  w mieście Werona w maju 2018 roku. Przed sezonem 2018/19, Hellas Werona miał tylko zespoły juniorskie kobiet. We wrześniu 2018 roku klub otrzymał od ASD Verona Women tytuł sportowy co umożliwiło start w Serie A. W sezonie 2018/19 debiutował w mistrzostwach Włoch, zajmując 10.miejsce w Serie A. W następnym sezonie 2019/20 awansował na 9.pozycję. 

## Barwy klubowe, strój
|  |  |

Klub ma barwy niebiesko-żółte. Zawodnicy domowe spotkania zazwyczaj grają w niebieskich koszulkach, niebieskich spodenkach oraz niebieskich getrach z żółtymi elementami po bokach.

## Sukcesy

### Trofea międzynarodowe
Nie uczestniczył w rozgrywkach międzynarodowych (stan na 31-08-2020).

### Trofea krajowe
| \| \| Zdobyte trofea w rozgrywkach Włoch (stan na: 31-05-2020) \| |                                                          |      |          |
| Rozgrywki                                                         | Osiągnięcie                                              | Razy | Sezon(y) |
| Mistrzostwo                                                       | I miejsce                                                | 0    |          |
| Mistrzostwo                                                       | II miejsce                                               | 0    |          |
| Mistrzostwo                                                       | III miejsce                                              | 0    |          |
| Mistrzostwo                                                       | 9.miejsce                                                | 1    | 2019/20  |
| Puchar                                                            | zdobywca                                                 | 0    |          |
| Puchar                                                            | finalista                                                | 0    |          |
| Puchar                                                            | ćwierćfinalista                                          | 1    | 2018/19  |
| II liga                                                           | I miejsce                                                | 0    |          |
| II liga                                                           | II miejsce                                               | 0    |          |
| II liga                                                           | III miejsce                                              | 0    |          |
| Włochy                                                            | Zdobyte trofea w rozgrywkach Włoch (stan na: 31-05-2020) |      |          |

## Poszczególne sezony

### Rozgrywki krajowe
| \| Włochy \| Bilans występów klubu w rozgrywkach piłkarskich Włoch (Stan na 31 sierpnia 2020 r.) \| \| |                                                                                     |        |       |   |   |   |    |    |     |            |        |        |      |
| Poziom                                                                                                 | Rozgrywki                                                                           | Sezony | Mecze | Z | R | P | B+ | B– | Pkt | Lata       | Awanse | Spadki | Naj. |
| I | Serie A                                                                             | 2      |       |   |   |   |    |    |     | od 2018/19 | 0      | 0      | 9    |
| II | Serie B                                                                             | 0      |       |   |   |   |    |    |     |            | 0      | 0      |      |
| | Puchar Włoch                                                                        | 2      |       |   |   |   |    |    |     | od 2018/19 | 0      | 0      | 1/4  |
| | Superpuchar Włoch                                                                   | 0      |       |   |   |   |    |    |     |            | 0      | 0      |      |
| Włochy                                                                                                 | Bilans występów klubu w rozgrywkach piłkarskich Włoch (Stan na 31 sierpnia 2020 r.) |        |       |   |   |   |    |    |     |            |        |        |      |

## Piłkarki oraz personel

### Piłkarki

#### Aktualny skład zespołu
Stan na 1 stycznia 2021:
| Nr | Poz. | Piłkarz           |
| -- | ---- | ----------------- |
| 1  | BR   | Alessia Gritti    |
| 2  | BR   | Francesca Durante |
| 3  | OB   | Michela Ledri     |
| 4  | OB   | Laura Perin       |
| 5  | PO   | Madison Solow     |
| 6  | OB   | Sofia Meneghini   |
| 7  | PO   | Rossella Sardu    |
| 9  | NA   | Francesca Papaleo |
| 10 | PO   | Sofia Colombo     |
| 11 | NA   | Asia Bragonzi     |
| 12 | OB   | Sara Mella        |
| 13 | OB   | Eleonora Oliva    |
| 14 | OB   | Ana Jelenčić      |

| Nr | Poz. | Piłkarz             |
| -- | ---- | ------------------- |
| 16 | NA   | Giorgia Marchiori   |
| 17 | NA   | Veronica Pasini     |
| 19 | PO   | Elena Nichele       |
| 21 | PO   | Giorgia Motta       |
| 22 | PO   | Irene Santi         |
| 23 | BR   | Linda Fenzi         |
| 25 | PO   | Caterina Ambrosi    |
| 26 | OB   | Giulia Mancuso      |
| 28 | BR   | Silvia Vicenzi      |
| 30 | OB   | Erika De Pellegrini |
| 31 | NA   | Sofia Zoppi         |
| 32 | PO   | Virginia Gidoni     |
| 44 | PO   | Giulia Pelucco      |

## Struktura klubu

### Stadion
Klub rozgrywa swoje mecze domowe na stadionie Aldo Olivieri w Weronie o pojemności 2900 widzów.

## Kibice i rywalizacja z innymi klubami

### Derby
- ChievoVerona Women FM
- ChievoVerona Valpo
- Juventus F.C. Women